# SR3 Saarlandwelle
SR3 Saarlandwelle es una emisora de la Saarlandischer Rundfunk especializada en programación regional y música en francés y alemán.
- Datos: Q870996